# 蔡汝賢
蔡汝賢（1533年—1594年），字用卿，一字思齐，号龙阳，直隸松江府華亭縣人，匠籍，明朝政治人物。

## 生平
嘉靖三十四年（1555年）乙卯科應天府鄉試第五十八名舉人。隆慶二年（1568年）中式戊辰科會試第八十八名，三甲第二十六名進士。由大名府推官选礼科给事中，六年七月升兵科右，九月升兵科左。萬曆元年（1573年）九月升兵科都，建議恢復松江府青浦縣，得到批准。萬曆三年七月升四川左参政，四年九月调廣東右参政，六年正月升福建按察使。萬歷八年（1580年）正月升浙江右布政使。九年五月升四川左布政使，十一年正月考察以不謹閑住，二月调任福建右布政使，十一月升廣東左布政使。十七年二月升都察院右副都御史、巡抚广西，十九年四月升南京兵部右侍郎，二十一年二月以考察免职。卒年七十二。著有《諫垣疏草》、《披雲彙集》。

## 著作
蔡汝賢在粵任職多年，著有《東夷圖說》，《四庫全書》論其內容多道聽途說，荒誕不經，然其對歐洲商人的記錄具有珍貴的價值。

## 家族
曾祖蔡士安；祖父蔡璧；父蔡憲，母胡氏。永感下。弟汝才、汝文、汝良、汝成。